# (13146) Yuriko
(13146) Yuriko est un astéroïde de la ceinture principale.

## Description
(13146) Yuriko est un astéroïde de la ceinture principale. Il fut découvert le 20 février 1995 à Nanyo par Tomimaru Okuni. Il présente une orbite caractérisée par un demi-grand axe de 3,18 UA, une excentricité de 0,09 et une inclinaison de 8,9° par rapport à l'écliptique.

## Compléments